# Virgilio Trettenero
Virgilio Trettenero (Recoaro Terme, 4 febbraio 1822 – Padova, 23 maggio 1863) è stato un matematico e astronomo italiano.
Nacque da Domenico, proprietario di un hotel, e da Domenica Maltauro.
Dopo la laurea conseguita all'Università di Padova, Trettenero venne nominato assistente alla cattedra di Fisica e Geodesia e nell'anno accademico 1850/1851 fu incaricato della supplenza di matematica pura elementare presso lo stesso ateneo.
Nel 1853 fu nominato aggiunto calcolatore astronomo all'osservatorio astronomico di Padova diretto da Giovanni Santini.
Dal 1859 al 1863 fu titolare della cattedra di Fisica nella facoltà di matematica e direttore del gabinetto di Fisica. Nello stesso periodo Trettenero fu nominato professore straordinario di Astronomia nella facoltà filosofica. Tra i suoi allievi si ricorda il modenese Pietro Tacchini, futuro direttore dell'Osservatorio Astronomico del Ducato di Modena e poi dell'Osservatorio di Palermo.
Nel 1848 apparve sulla rivista Astronomische Nachrichten un suo articolo sulle osservazioni del pianeta Nettuno. La presenza del pianeta era stata ipotizzata sulla base della perturbazione dell'orbita di Urano da Le Verrier ed era stato osservato per la prima volta solamente due anni prima.
L'opera di Trettenero, sintetizzata in 61 articoli scritti in 14 anni di attività,  si concentrò sull'osservazione di asteroidi e comete, grazie anche al progresso delle attrezzature a disposizione degli astronomi, e sul calcolo delle orbite in riferimento all'azione perturbatrice dei pianeti del Sistema solare.
Il suo nome è legato alla realizzazione dei Cataloghi stellari Padovani, iniziati da Giovanni Santini nel 1838 mediante il circolo meridiano da lui acquistato.
A lui si deve inoltre la revisione della posizione delle stelle della zona Bessel compresa tra i 10º e i 15º dell'emisfero australe e la catalogazione di 4952 stelle osservate almeno due volte al passaggio sul meridiano.
Virgilio Trettenero morì a Padova all'età di 41 anni.
Gli è stato dedicato l'asteroide 16715 Trettenero .